# Говард, Генри, 6-й герцог Норфолк
Генри Говард (англ. Henry Howard; 12 июля 1628, Арундел-хаус, Лондон, Королевство Англия — 13 января 1684) — английский аристократ, 1-й барон Говард из Касл-Райзинга с 1669 года, 1-й граф Норвич и граф-маршал Англии с 1672, 6-й герцог Норфолк с 1677 года.

## Биография
Генри Говард родился 12 июля 1628 года в Арундел-хаусе в Лондоне и стал вторым сыном Генри Говарда, 22-го графа Арундела, и его жены Элизабет Стюарт. Он принадлежал к одному из наиболее знатных и влиятельных родов королевства. В юности Говард проводил много времени на континенте, с 1655 года жил в своём поместье в Суррее. В 1660 году король Карл II восстановил для старшего брата Генри, Томаса, титул герцога Норфолка, конфискованный после казни 4-го герцога в 1572 году. В 1661 году Генри стал членом Линкольнс-Инн, в 1663 году — верховным управляющим Гилфорда в Суррее. В 1664 году он предпринял путешествие в Вену, где был представлен императору Леопольду. В 1666 году Говард стал членом Королевского общества, в 1668 предоставил участок земли в саду Арундел-хауса для строительства здания, в котором это общество должно было заседать. В 1670 году он был послом в Марокко.
27 марта 1669 года для Генри был создан титул 1-го барона Говарда из Касл-Райзинга, 19 октября 1672 года — титул 1-го графа Норвича. Поскольку Томас Говард был душевнобольным, именно Генри получил должность графа-маршала Англии, связанную с титулом герцога Норфолка. После смерти брата 13 декабря 1677 года Генри стал 6-м герцогом Норфолком, 15-м бароном Фёрниволлом, 4-м графом Норфолком, 6-м графом Сурреем, 17-м бароном Моубреем и 18-м бароном Сегрейвом. Он умер 13 января 1684 года в Арундел-хаусе.

## Семья
Генри Говард был женат дважды. До 21 октября 1652 года он женился на Энн Сомерсет, дочери Эдуарда Сомерсета, 2-го маркиза Вустера, и Элизабет Дормер. В этом браке родились:
- Элизабет (умерла в 1732), жена Джорджа Гордона, 1-го герцога Гордона[5];
- Генри (1655—1701), 7-й герцог Норфолк[2][6];
- Фрэнсис, жена Себастьяна Гонсалеса де Андиа-Ирарразаваля, маркиза Вальпараисо, виконта Санта-Клара-де-Аведильо, графа Вильяверде;
- Томас (1662—1689)[7].

Второй женой герцога стала Джейн Бикертон (1643/44—1693), дочь сэра Роберта Бикертона. До брака в 1676/77 году Джейн долгие годы была его любовницей, и свадьба спровоцировала громкую ссору между герцогом и его старшим сыном. В этом браке родились:
- Джордж[8];
- Джеймс;
- Фредерик (умер в 1727);
- Кэтрин, монахиня во Фландрии;
- Филиппа (умерла в 1683)[9].